# Trichaphodius obbianus
Trichaphodius obbianus är en skalbaggsart som beskrevs av Vladimir Balthasar 1939. Trichaphodius obbianus ingår i släktet Trichaphodius och familjen Aphodiidae. Inga underarter finns listade i Catalogue of Life.